# Почтовый союз (журнал, Харьков)
«Почто́вый сою́з» (в оригинальном написании — Почтовый Союзъ; фр. Union Postale) — журнал, представлявший собой русский вариант официального периодического издания Международного бюро Всеобщего почтового союза (с 1878 года — Всемирного почтового союза) в Берне и выпускавшийся в 1870-х — 1880-х годах в Харькове.

## История и описание
Российская империя была в числе первых государств, образовавших в 1874 году Всеобщий почтовый союз (ВПС). Новая организация, в лице его Международного бюро, приступила к изданию печатного органа, «L'Union postale». Несколько первых лет издания (с перерывами) официальный журнал ВПС печатался на русском языке.
Журнал издавался ежемесячными выпусками. Публиковался в Харькове под редакцией К. Г. Радченко.
В русском переводе появилось четыре тома этого журнала:
- том I (сдвоенный, 1875—1876),
- том II (1877),
- том VIII (1883) и
- том IX (1884).

Кроме того, известно, что в 1904 году на русском языке выходил также журнал «Всемирный почтовый союз».
| |                                                                    |
| Обложка официального издания Всемирного почтового союза «L'Union postale», изданного в Берне на французском языке | Почтовая марка, выпущенная на Украине в честь 125-летия ВПС (1999) |